# Archidendron
Archidendron es un género de  árboles perteneciente a la familia Fabaceae. 
Comprende 126 especies descritas y de estas, solo 98 aceptadas.

## Taxonomía
El género fue descrito por Ferdinand von Mueller y publicado en Fragmenta Phytographiae Australiae 5: 59. 1865. La especie tipo es: Archidendron vaillantii F.Muell.

## Especiesseleccionadas
- Archidendron alatum de Wit
- Archidendron alternifoliolatum (T.L.Wu) I.C.Nielsen
- Archidendron apoense (Elmer) I.C.Nielsen
- Archidendron arborescens (Kosterm.) I.C.Nielsen
- Archidendron aruense (Warb.) Dewit
- Archidendron balansae (Oliv.) I.C.Nielsen
- Archidendron baucheri (Gagnep.) I.C.Nielsen
- Archidendron beguinii de Wit
- Archidendron bellum Harms
- Archidendron bigeminum (L.) I.C.Nielsen
- Archidendron borneense (Benth.) I.C.Nielsen
- Archidendron brachycarpum Harms
- Archidendron brevicalyx Harms
- Archidendron brevipes (K.Schum.) Dewit